# Raul Florucz
Raul Alexander Florucz (* 10. Juni 2001 in Vöcklabruck) ist ein österreichischer Fußballspieler.

## Karriere

### Verein
Florucz begann seine Karriere bei der DSG Union Haid. Im April 2013 wechselte er in die Jugend des FC Pasching. Zur Saison 2015/16 kam er in die AKA Linz. Im April 2019 wechselte er nach Kroatien in die Jugend von Lokomotiva Zagreb. Zur Saison 2020/21 wurde er an den Zweitligisten NK Sesvete verliehen. Für Sesvete absolvierte er zwölf Partien in der 2. HNL. Im Februar 2021 wurde er an den ebenfalls zweitklassigen NK Hrvatski dragovoljac weiterverliehen. Bis Saisonende kam er zu 13 Zweitligaeinsätzen, in denen er zwei Tore erzielte, mit Hrvatski dragovoljac stieg er zu Saisonende in die 1. HNL auf.
Zur Saison 2021/22 kehrte Florucz zu Lokomotiva zurück und rückte in den Kader der Profis. Sein Debüt für diese in der 1. HNL gab er im Juli 2021, als er am ersten Spieltag jener Saison gegen Hajduk Split in der 88. Minute für Marko Dabro eingewechselt wurde. Bis zur Winterpause kam er zu sieben Erstligaeinsätzen für Lok Zagreb. Im Jänner 2022 wurde er ein drittes Mal verliehen, diesmal an den Zweitligisten NK Jarun Zagreb. Während der Leihe kam er zu 13 Zweitligaeinsätzen, in denen er sechs Tore erzielte. Zur Saison 2022/23 kehrte er zunächst wieder zu Lokomotiva zurück, ehe er nach einem Einsatz für das Team im August 2022 ein zweites Mal an Jarun verliehen wurde. Diesmal kam er für Jarun zu 24 Zweitligaeinsätzen, in denen er zwölf Tore erzielte.
Zur Saison 2023/24 kehrte Florucz nicht mehr zu Lok zurück, sondern wechselte fest nach Slowenien zum NK Olimpija Ljubljana. Für Olimpija kam er insgesamt zu 58 Einsätzen in der 1. SNL, in denen er 24 Mal traf. In der Saison 2024/25 wurde er mit dem Hauptstadtklub Meister, zudem wurde Florucz mit 15 Saisontoren Torschutzenkönig.
Zur Saison 2025/26 wechselte er anschließend nach Belgien zum amtierenden Meister Royale Union Saint-Gilloise.

### Nationalmannschaft
Florucz spielte zwischen Februar und März 2020 dreimal für die österreichische U-19-Auswahl. Im März 2025 wurde er erstmals für die A-Nationalmannschaft nominiert. Sein Debüt im Nationalteam gab er im selben Monat, als er in der UEFA Nations League gegen Serbien in der 76. Minute für Romano Schmid eingewechselt wurde.